# Cerro de las Ánimas
El Cerro de las Ánimas (antigament conegut com a Mirador Nacional) és el segon punt més alt del territori de l'Uruguai, amb 501 msnm. Està ubicat al sud-oest del departament de Maldonado, en la localitat de Piriápolis, i pertany a la Sierra de las Ánimas.
Fins al 1973 es pensava que aquest turó era el punt més elevat del país. No obstant això, aquest mateix any un grup de científics del Servei Geogràfic Militar uruguaià va poder detectar al Cerro Catedral, actualment considerat el punt més alt de l'Uruguai.